# Манастир Бистрица у Влашкој
Манастир Бистрица у Влашкој је румунски православни манастир који се налази у селу Бистрица, округ Валча. Основала га је породица Крајовеску. У манастиру се чувају мошти светог Григорија Декаполита.
У почетку су манастирску цркву осликавали сликари и аутори фресака из манастира Дело. Према једној верзији, у овом манастиру је подигнута прва штампарија игумана Макарија у Влашкој. У манастиру је живео и писао и Михаил Мокса.
Манастир је место погибије војводе Хризеја.